# Lepanus pygmaeus
Lepanus pygmaeus är en skalbaggsart som beskrevs av Macleay 1888. Lepanus pygmaeus ingår i släktet Lepanus och familjen bladhorningar. Inga underarter finns listade i Catalogue of Life.